# Grace Min
Grace Min, née le 6 mai 1994, est une joueuse de tennis américaine professionnelle.
Elle a remporté le simple junior de l'US Open 2011 et le double junior de Wimbledon 2011 avec Eugenie Bouchard.
L'Américaine a par ailleurs gagné dix tournois ITF, neuf en simple et un en double.

## Palmarès

### Titre en simple dames
Aucun

### Finale en simple dames
Aucune

### Titre en double dames
Aucun

### Finale en double dames
Aucune

## Parcours en Grand Chelem

### En simple dames
| Année | Open d'Australie | Open d'Australie | Internationaux de France | Internationaux de France | Wimbledon | Wimbledon        | US Open         | US Open            |
| ----- | ---------------- | ---------------- | ------------------------ | ------------------------ | --------- | ---------------- | --------------- | ------------------ |
| 2013  | Q2               | Vera Dushevina   | 1er tour (1/64)          | G. Voskoboeva            | Q3        | Petra Cetkovská  | 1er tour (1/64) | Karin Knapp        |
| 2014  | Q1               | Johanna Konta    | 1er tour (1/64)          | Garbiñe Muguruza         | Q2        | Shelby Rogers    | 1er tour (1/64) | E. Makarova        |
| 2015  | 1er tour (1/64)  | Sara Errani      | Q2                       | Laura Pous Tió           | Q2        | Liu Fangzhou     | 1er tour (1/64) | Samantha Crawford  |
| 2016  | —                | —                | Q3                       | Lucie Hradecká           | Q1        | Duan Ying-Ying   | Q2              | Catherine Bellis   |
| 2017  | —                | —                | Q1                       | Audrey Albie             | Q1        | Kateryna Kozlova | Q2              | Mihaela Buzărnescu |
| 2018  | —                | —                | 1er tour (1/64)          | Camila Giorgi            | Q1        | Bianca Andreescu | Q1              | Anna Kalinskaya    |

N.B. : à droite du résultat se trouve le nom de l'ultime adversaire.

### En double dames
| Année | Open d'Australie | Open d'Australie | Internationaux de France | Internationaux de France | Wimbledon | Wimbledon | US Open                                                                                  | US Open |
| ----- | ---------------- | ---------------- | ------------------------ | ------------------------ | --------- | --------- | ---------------------------------------------------------------------------------------- | ------- |
| 2010  | —                | —                | —                        | —                        | —         | —         | 1er tour (1/32) L. Herring \|\| style="text-align:left;" \| D. Cibulková Pavlyuchenkova  |         |
| 2011  | —                | —                | —                        | —                        | —         | —         | —                                                                                        | —       |
| 2012  | —                | —                | —                        | —                        | —         | —         | 1er tour (1/32) Melanie Oudin \|\| style="text-align:left;" \| Sílvia Soler Carla Suárez |         |
| 2013  | —                | —                | —                        | —                        | —         | —         | 1er tour (1/32) Lauren Davis \|\| style="text-align:left;" \| Melanie Oudin Alison Riske |         |
| 2014  | —                | —                | —                        | —                        | —         | —         | 1er tour (1/32) Melanie Oudin \|\| style="text-align:left;" \| P. Cetkovská K. Piter     |         |

N.B. : le nom du ou de la partenaire se trouve sous le résultat ; le nom des ultimes adversaires se trouve à droite.

### En double mixte
| Année | Open d'Australie | Open d'Australie | Internationaux de France | Internationaux de France | Wimbledon | Wimbledon | US Open                                                                                | US Open |
| ----- | ---------------- | ---------------- | ------------------------ | ------------------------ | --------- | --------- | -------------------------------------------------------------------------------------- | ------- |
| 2012  | —                | —                | —                        | —                        | —         | —         | 1er tour (1/16) Bradley Klahn \|\| style="text-align:left;" \| Liezel Huber Max Mirnyi |         |

N.B. : le nom du ou de la partenaire se trouve sous le résultat ; le nom des ultimes adversaires se trouve à droite.

## Parcours en «Premier Mandatory» et «Premier 5»
Découlant d'une réforme du circuit WTA inaugurée en 2009, les tournois WTA « Premier Mandatory » et « Premier 5 » constituent les catégories d'épreuves les plus prestigieuses, après les quatre levées du Grand Chelem.

### En simple dames
| Année |              | Premier Mandatory            | Premier Mandatory | Premier Mandatory | Premier Mandatory |       | Premier 5 | Premier 5 | Premier 5  | Premier 5 | Premier 5 | Premier 5 | Premier 5                   |
| Année | Indian Wells | Miami                        | Madrid            | Pékin             |                   | Dubaï | Rome      | Canada    | Cincinnati |           | Tokyo     |           |                             |
| Année | Indian Wells | Miami                        | Madrid            | Pékin             |                   | Doha  | Rome      | Canada    | Cincinnati |           | Wuhan     |           |                             |
| Année | Indian Wells | Miami                        | Madrid            | Pékin             | Guadalajara       |       | Rome      | Canada    | Cincinnati |           |           |           |                             |
| 2013  |              | 1er tour (1/64) L. Domínguez |                   |                   |                   |       |           |           |            |           |           |           |                             |
| 2015  |              | 1er tour (1/64) M. Erakovic  |                   |                   |                   |       |           |           |            |           |           |           |                             |
|       |              | WTA 1000                     |                   |                   |                   |       |           |           |            |           |           |           |                             |
| 2023  |              |                              |                   |                   |                   |       |           |           |            |           |           |           | 1er tour (1/32) A. Kalinina |

Sous le résultat, l’ultime adversaire.

## Classements WTA en fin de saison
| Année          | 2009 | 2010 | 2011 | 2012 | 2013 | 2014 | 2015 | 2016 | 2017 |
| Rang en simple | 737  | 548  | 414  | 177  | 151  | 103  | 213  | 126  | 213  |
| Rang en double | 701  | 550  | 528  | 447  | -    | 786  | 464  | 503  | 1244 |

Source : (en) Classements de Grace Min sur le site officiel de la Fédération internationale de tennis